# Mon Père Noël secret
Pour plus de détails, voir Fiche technique et Distribution.
Mon Père Noël secret (Dear Secret Santa) est un téléfilm de Noël américain réalisé par Peter Sullivan et diffusé le 30 novembre 2013 sur Lifetime.

## Synopsis
Jennifer est une jeune femme d'affaires partie vivre à Los Angeles pour fuir la maison familiale après le décès de sa mère. Une mauvaise chute de son père la fait revenir pour prendre soin de lui. Un matin, en allant relever le courrier, elle découvre qu'un mystérieux personnage lui a écrit une carte de vœux. La belle se lance alors dans un échange épistolaire pour découvrir qui est cet homme qui a l'air de si bien la connaître. Après plusieurs lettres, Jennifer découvre qu'il s'agit de son meilleur ami décédé trois ans auparavant.

## Fiche technique
- Titre original : Dear Secret Santa
- Réalisation : Peter Sullivan (en)
- Scénario : Hanz Wasserburger et Peter Sullivan
- Photographie : Roberto Schein
- Musique : Matthew Janszen
- Pays d'origine :  États-Unis
- Langue originale : anglais
- Durée : 88 minutes
- Date de diffusion :
  -  France : 23 décembre 2013 sur M6

## Distribution
- Tatyana Ali : Jennifer
- Jordin Sparks (VF : Anne Dolan) : Abby
- Ernie Hudson (VF : Thierry Desroses) : le pasteur Avery
- Lamorne Morris (VF : Raphaël Cohen) : Jack
- Bill Cobbs (VF : Saïd Amadis) : Ted
- Della Reese : Linda
- Jay Ellis : Dr Brad
- Denise Boutte (en) (VF : Aurélie Fournier) : Gayle
- Elimu Nelson (VF : Daniel Njo Lobé) : Chris
- Levi Fiehler : Kelvin

 Source et légende : version française (VF) sur RS Doublage

## Accueil
Le téléfilm a été vu par 2,082 millions de téléspectateurs lors de sa première diffusion.